# Усть-Зиган
Усть-Зиган (баш. Егәнтамаҡ) — деревня в Стерлитамакском районе Республики Башкортостан Российской Федерации. Входит в состав Куганакского сельсовета.

## История
До 10 сентября 2007 года называлась Деревней станции Усть-Зиган.
До 2008 года деревня входила в состав Покровского сельсовета.

## География

### Географическое положение
Расстояние до:
- районного центра (Стерлитамак): 33 км,
- центра сельсовета (Большой Куганак): 9 км,
- ближайшей ж/д станции (Усть-Зиган): 0 км.

## Население
| 2002 | 2009 | 2010 |
| ---- | ---- | ---- |
| 51   | ↘39  | ↘19  |